# Haardtrand – Am Bechsteinkopf
Das Naturschutzgebiet  Haardtrand – Am Bechsteinkopf liegt auf dem Gebiet des Landkreises Bad Dürkheim in Rheinland-Pfalz. Es ist das größte Naturschutzgebiet im Landkreis. Es erstreckt sich unter anderem über die Gemarkungen der Stadt Deidesheim und der Ortsgemeinde Forst an der Weinstraße.

## Lage
Das 195 ha große Gebiet, das mit Verordnung vom 24. März 1992 unter Naturschutz gestellt wurde, erstreckt sich westlich und nordwestlich der Stadt Deidesheim. Östlich verläuft die Landesstraße 516.

## Objekte
Mitten im Naturschutzgebiet befinden sich das Naturdenkmal Vogelschutzanlage Im oberen Pfeiffer sowie die Kulturlandschaft Am Kirchenberg, für das das Museum für Weinkultur in Deidesheim die Patenschaft übernahm.